# Ermita del Santísimo Cristo (Useras)
La ermita del Santísimo Cristo, conocida también como ermita del Salvador, está ubicada en una plaza del núcleo poblacional de Useras. Presenta catalogación genérica como Bien de Relevancia Local según la Disposición Adicional Quinta de la Ley 5/2007, de 9 de febrero, de la Generalitat, de modificación de la Ley 4/1998, de 11 de junio, del Patrimonio Cultural Valenciano (DOCV Núm. 5.449 / 13/02/2007).

## Descripción histórico-artística
Al igual que ocurre con la ermita de la Virgen de Loreto, presenta la parte derecha exenta, mientras que su lado izquierdo se encuentra adosado a otras viviendas del pueblo.
También coincide con el resto de ermitas del núcleo poblacional ( la de la Virgen de Loreto y la de la Santa Waldesca) en la fecha de construcción, ya que nuevamente es el siglo XVII.
Su aspecto es austero pero de sencilla belleza. A diferencia del resto de las ermitas de la población, su fábrica es de sillares, único detalle destacable de su fachada, en la que puede observarse una puerta de acceso emplanchada en un arco de medio punto rodeado de dovelas, con un óculo centrado, en la parte superior de la puerta y a ambos lados de ésta unas pequeñas ventanas bajas con rejas. El conjunto de la fachada se remata en hastial, donde se ubica, nuevamente, una espadaña de una sola campana, y sobre ella la escultura del Cristo Salvador. Externamente sólo es destacable su cubierta a dos aguas y los fuertes contrafuertes visibles lateralmente.
Su construcción presenta fuerte influencia italiana. Fue construida por alguien llamado lPablo Fabro, y posiblemente sea de la misma época que la de Santa Waldesca y la antigua de Loreto, que con San Felipe de Neri, todos ellos italianos, y todos ellos patronos del pueblo (el Cristo de la Agonía desde 1864).
Las fiestas en honor al Cristo de la Agonía se celebran en las dos primeras semanas de agosto, y en ellas se realizan muchos actos tanto religiosos como festivos destacando los tradicionales bous al carrer.